# NGC 1669
NGC 1669 este o galaxie spirală situată în constelația Peștele de Aur. A fost descoperită în 20 decembrie 1835 de către John Herschel. Se află la o distanță de 78,35 de megaparseci de Pământ.